# Députation provinciale de Gérone
La députation provinciale de Gérone (en catalan : Diputació Provincial de Girona, en espagnol : Diputación Provincial de Gerona) est l'organe institutionnel propre à la province de Gérone assurant les différentes fonctions administratives et exécutives de la province.
Elle comprend l'ensemble des communes de la province et est chargée d'aider les communes à coordonner l'action municipale et à participer au financement de la construction d'ouvrages publics.

## Histoire
La députation est créée en 1822, lors du « triennat libéral », en conséquence du rétablissement de la Constitution de 1812 dite « de Cadix ». Elle est suspendue de facto jusqu'à la division provinciale de 1833, réalisée par Javier de Burgos.

## Organisation

### Députés
|       | CUP    |    |    |    |    |    |    |    |    |    | 1  | 1  |  |  |  |
|       | ICV    |    |    |    |    |    |    | 1  |    |    |    |    |  |  |  |
|       | ERC    |    |    |    |    | 1  | 2  | 5  | 6  | 5  | 8  | 9  |  |  |  |
|       | PSC    | 4  | 11 | 8  | 10 | 10 | 10 | 9  | 9  | 7  | 3  | 4  |  |  |  |
|       | UCD    | 6  |    |    |    |    |    |    |    |    |    |    |  |  |  |
|       | CiU    | 14 | 13 | 17 | 17 | 16 | 15 | 12 | 12 | 15 | 14 |    |  |  |  |
|       | JxC    |    |    |    |    |    |    |    |    |    |    | 11 |  |  |  |
|       | JxC    |    |    |    |    |    |    |    |    |    |    | 11 |  |  |  |
|       | Divers |    | 1  |    |    |    |    |    |    |    | 1  | 2  |  |  |  |
|       |        |    |    |    |    |    |    |    |    |    |    |    |  |  |  |
| Total | Total  | 24 | 25 | 25 | 27 | 27 | 27 | 27 | 27 | 27 | 27 | 27 |  |  |  |

### Présidents
| Titulaire | Titulaire             | Début      | Fin        | Mandat                                    | Parti          |
| --------- | --------------------- | ---------- | ---------- | ----------------------------------------- | -------------- |
|           | Joan Vidal (ca)       | 26/04/1979 | 11/02/1980 | Conseiller municipal de Gérone            | CDC            |
|           | Arcadi Calzada (ca)   | 11/02/1980 | 09/06/1983 | Conseiller municipal d'Olot               | CDC            |
|           | Salvador Carrera (ca) | 09/06/1983 | 13/07/1987 | Conseiller municipal de Ribes de Freser   | CDC            |
|           | Josep Arnau (ca)      | 13/07/1987 | 07/10/1994 | Conseiller municipal de Gérone            | CDC            |
|           | Pere Macias (ca)      | 07/10/1994 | 20/06/1996 | Conseiller municipal d'Olot               | CDC            |
|           | Frederic Suñer (ca)   | 20/06/1996 | 04/08/1999 | Maire de Palafrugell                      | CDC            |
|           | Carles Pàramo (ca)    | 04/08/1999 | 30/07/2007 | Maire de Roses                            | CDC            |
|           | Enric Vilert (ca)     | 30/07/2007 | 15/07/2011 | Maire de Vilablareix                      | ERC            |
|           | Jaume Torramadé (ca)  | 15/07/2011 | 29/01/2013 | Maire de Salt                             | UDC            |
|           | Joan Giraut (ca)      | 29/01/2013 | 30/06/2015 | Maire de Castell-Platja d'Aro             | UDC            |
|           | Pere Vila (ca)        | 01/07/2015 | 24/07/2018 | Conseiller municipal puis maire de Llançà | CDC            |
|           | Miquel Noguer (ca)    | 24/07/2018 | En cours   | Maire de Banyoles                         | CDC/PDeCAT JxC |
|           | Miquel Noguer (ca)    | 24/07/2018 | En cours   | Maire de Banyoles                         | CDC/PDeCAT JxC |